# أبي الحنون
أبي الحنون واسمه في الأنمي الأصلي طبخ بابا (بالإنجليزية Cooking Papa) هو مسلسل أنمي ياباني يتحدث عن عائلة صغيرة دائماً ما تحصل لها بعض المشاكل في بعض الحلقات والحدث في هذا المسلسل هو أن كل حلقة يأتي الوالد بطبخة جديدة يقوم بتحضيرها ويقدمها هدية لعائلته أو لأصدقائه، ويغلب دائماً على المسلسل الطابع التعليمي لكن بأسلوب كوميدي جداً.